# Council (Idaho)
Council é uma cidade localizada no Estado americano de Idaho, no Condado de Adams.

## Demografia
Segundo o censo americano de 2000, a sua população era de 816 habitantes.
Em 2006, foi estimada uma população de 698, um decréscimo de 118 (-14.5%).

## Geografia
De acordo com o United States Census Bureau tem uma área de
1,9 km², dos quais 1,9 km² cobertos por terra e 0,0 km² cobertos por água. Council localiza-se a aproximadamente 991 m acima do nível do mar.

## Localidades na vizinhança
O diagrama seguinte representa as localidades num raio de 40 km ao redor de Council.

## Personalidades
- Leo James Rainwater (1917-1986), Prémio Nobel de Física de 1975